# Добрна
Добрна (словен. Dobrna) — поселення в общині Добрна, Савинський регіон, Словенія. Висота над рівнем моря: 378,8 м. 